# Góry Czujskie

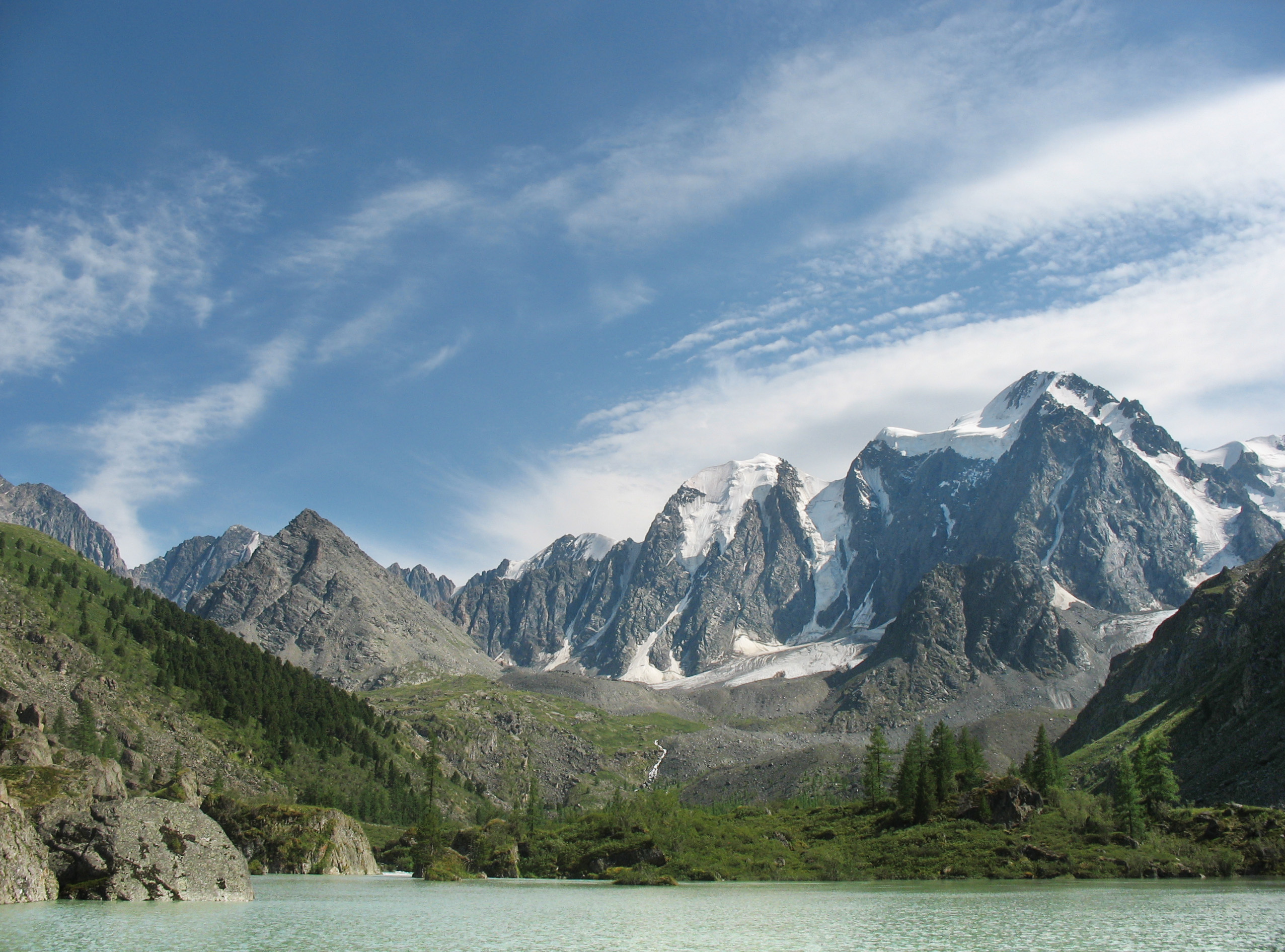
Szczyty w Górach Północnoczujskich

Góry Czujskie (ros. Чуйские белки, Czujskije biełki) – góry w Ałtaju, w Rosji. Składają się z dwóch pasm: Gór Południowoczujskich i Północnoczujskich. Najwyższy szczyt, Maaszej-basz, osiąga 4173 m n.p.m..